# Jaderná elektrárna Cattenom
Jaderná elektrárna Cattenom je jaderná elektrárna nacházející se v obci Cattenom ve Francii na řece Moselle mezi městy Thionville (7 km proti proudu) a Trier (48 km po proudu). Nachází se v blízkosti měst Lucemburk (22 km) a Mety (32 km). Jedná se o devátou největší jadernou elektrárnu na světě.

## Historie a technické informace

### Počátky
Plánování jaderné elektrárny poblíž Cattenomu začalo ve Francii poprvé v polovině 70. let. 11. října 1978 byla podepsána vyhláška o zřízení zařízení. Ta předpokládala výstavbu dvou 900 MW a dalších dvou 1300 MW reaktorů.

### Výstavba
Stavba prvního reaktoru začala 29. října 1979, druhý blok následoval 28. července 1980. První problémy s výstavbou se však objevily již v srpnu 1981. V koalici mezi socialisty a komunisty došlo k velkému sporu ve francouzském parlamentu, protože socialistická strana byla proti jaderné energii, zatímco komunistická strana byla pro ni. Po výzvách předsedy komunistické strany Georgese Marchaise se do kurzu šetrného k jaderné energii připojovalo stále více lidí, a proto kolem 1700 dělníků zastavilo práce na staveništi a demonstrovalo za pokračování výstavby jaderných elektráren. Důvodem bylo, že socialistická strana chtěla vést zásadní energetickou debatu a zvažovala možné zrušení některých projektů jaderných elektráren.
Stavba bloků 3 a 4 začala 15. června 1982 a 28. září 1983. Mezi 24. červnem 1982 a 29. únorem 1984 byla vydána další vyhláška, která schválila změnu plánu projektu a potvrdila tak stavbu čtyř tlakovodních reaktorů po 1300 MW namísto dvou o výkonu 900 MW a dvou 1300 MW.

### Uvedení do provozu
Dne 29. dubna 1986 byla oficiálně schválena limitní hodnota pro vypouštění radioaktivních látek z Cattenomu. Maximální únik do vody a vzduchu byl stanoven na 15 Curie za rok. To se setkalo se silnou kritikou, protože limitní hodnoty jsou pětkrát vyšší než v Německu. Francouzský státní tajemník Edmond Herve řekl německé vládě v Bonnu, že čtyři reaktory by za normálních provozních podmínek neměly uvolňovat více než tři curie ročně radioaktivního materiálu. Bonnská vláda požadovala snížení mezních hodnot, ale nebylo jí vyhověno. První reaktor byl již v tepelném zkušebním provozu od 14. července 1986 a chystalo se zavezení palivem. První reaktorový blok byl nakonec uveden do provozu 13. listopadu 1986 a do komerčního provozu byl uveden 1. dubna 1987. Druhý reaktor zahájil provoz 17. září a komerční provoz zahájil 1. února 1988. Třetí blok byl synchronizován s elektrickou sítí 6. července 1990 a 1. února 1991 vstoupil do komerčního provozu. 4. blok zahájil provoz 27. května 1991 a od 1. ledna 1992 je v komerčním provozu.
Elektrárna musela být v roce 1997 zcela odpojena od sítě. Důvodem bylo, že podobné reaktory ve Flamanville neprošly tlakovou zkouškou kontejnmentu. Podobné problémy byly zaznamenány také v Cattenomu. Provozovatel EDF se pokusil zevnitř pokrýt křehký beton v kontejnmentu směsí syntetické pryskyřice a uzavřít tak netěsnosti. První pokusy byly úspěšné, ale směs, která má vnitřek utěsnit, na betonu pořádně nedrží. Po určitých změnách byly všechny bloky opět připojeny do sítě.
V listopadu 2000 se v lokalitě elektrárny Cattenom uskutečnilo cvičení kontroly katastrofy za předpokladu, že by v jaderné elektrárně došlo k havárii. Radio Luxembourg, stanice RTL Group, o tomto cvičení informovalo, ale opakovaně upozorňovalo, že jde o simulaci. Mezi obyvatelstvem však panovaly nepokoje, a tak na stanici volali posluchači rozhlasu, co se děje. Hysterická volající se v rádiu vyjádřila, že vždy tvrdila, „že nám Cattenom přinese smrt!“
Čistý elektrický výkon každého bloku je 1300 MW. Hrubý výkon činí 1362 MW. Celkový hrubý výkon elektrárny činí 5448 MW. Reaktory jsou tlakovodní koncepce modelu P'4, nástupce modelu P4 a předchůdce N4. Tento typ následně sloužil jako podklad při navrhování reaktoru EPR.

## Informace o reaktorech
| Reaktor    | Typ reaktoru  | Výkon   | Výkon   | Zahájení výstavby | Připojení k síti | Uvedení do provozu | Uzavření |
| Reaktor    | Typ reaktoru  | Čistý   | Hrubý   | Zahájení výstavby | Připojení k síti | Uvedení do provozu | Uzavření |
| ---------- | ------------- | ------- | ------- | ----------------- | ---------------- | ------------------ | -------- |
| Cattenom-1 | Framatome P'4 | 1300 MW | 1362 MW | 29. 10. 1979      | 13. 11. 1986     | 1. 4. 1987         |          |
| Cattenom-2 | Framatome P'4 | 1300 MW | 1362 MW | 28. 7. 1980       | 17. 9. 1987      | 1. 2. 1988         |          |
| Cattenom-3 | Framatome P'4 | 1300 MW | 1362 MW | 15. 6. 1982       | 6. 7. 1990       | 1. 2. 1991         |          |
| Cattenom-4 | Framatome P'4 | 1300 MW | 1362 MW | 28. 9. 1983       | 27. 5. 1991      | 1. 1. 1992         |          |